# Dzień Solidarności z Białorusią
Dzień Solidarności z Białorusią (znany też jako Akcja 16-go; na Białorusi pod nazwą Dzień Naszej Solidarności; biał. Дзень нашай салідарнасці, Dzień naszaj salidarnasci) – akcja obywatelska mająca na celu wyrażenie sprzeciwu wobec łamania praw człowieka i zasad demokracji na Białorusi, organizowana 16. dnia każdego miesiąca na Białorusi i w szeregu innych krajów. Pierwsza z nich miała miejsce 16 października 2005.
Szesnasty dzień miesiąca wybrany został przez jej pomysłodawców jako przypomnienie daty 16 września 1999, kiedy nieznani sprawcy porwali jednego z liderów białoruskiej opozycji Wiktara Hanczara i związanego z opozycją biznesmena Anatola Krasouskiego. Do chwili obecnej nie udało się ustalić sprawców, ani też odnaleźć zaginionych. Białoruskie środowiska demokratyczne przypuszczają, że zostali oni zamordowani na zamówienie polityczne władz. Akcja ma więc na celu okazanie pamięci tego wydarzenia i solidarności z rodzinami zaginionych, jak też więźniami politycznymi, dziennikarzami zamkniętych gazet i innymi represjonowanymi przez białoruskie władze. Jej zadaniem jest też zamanifestowanie masowości ruchu demokratycznego na Białorusi i zachęcenie jej mieszkańców do aktywności społecznej i politycznej.

## Dzień Naszej Solidarności na Białorusi
W kraju macierzystym udział w akcji polega na zgaszeniu o godzinie 20:00 na 15 minut światła w domu i zapaleniu w oknie świecy. Pomysłodawcy akcji wybrali taką formę jako bardziej bezpieczną i trudniejszą do zwalczania przez władze w porównaniu do protestów ulicznych. 16 listopada 2005 wzięło w niej udział, zdaniem organizatorów, prawie 300 tysięcy mieszkańców Białorusi.

## Dzień Solidarności z Białorusią w Polsce

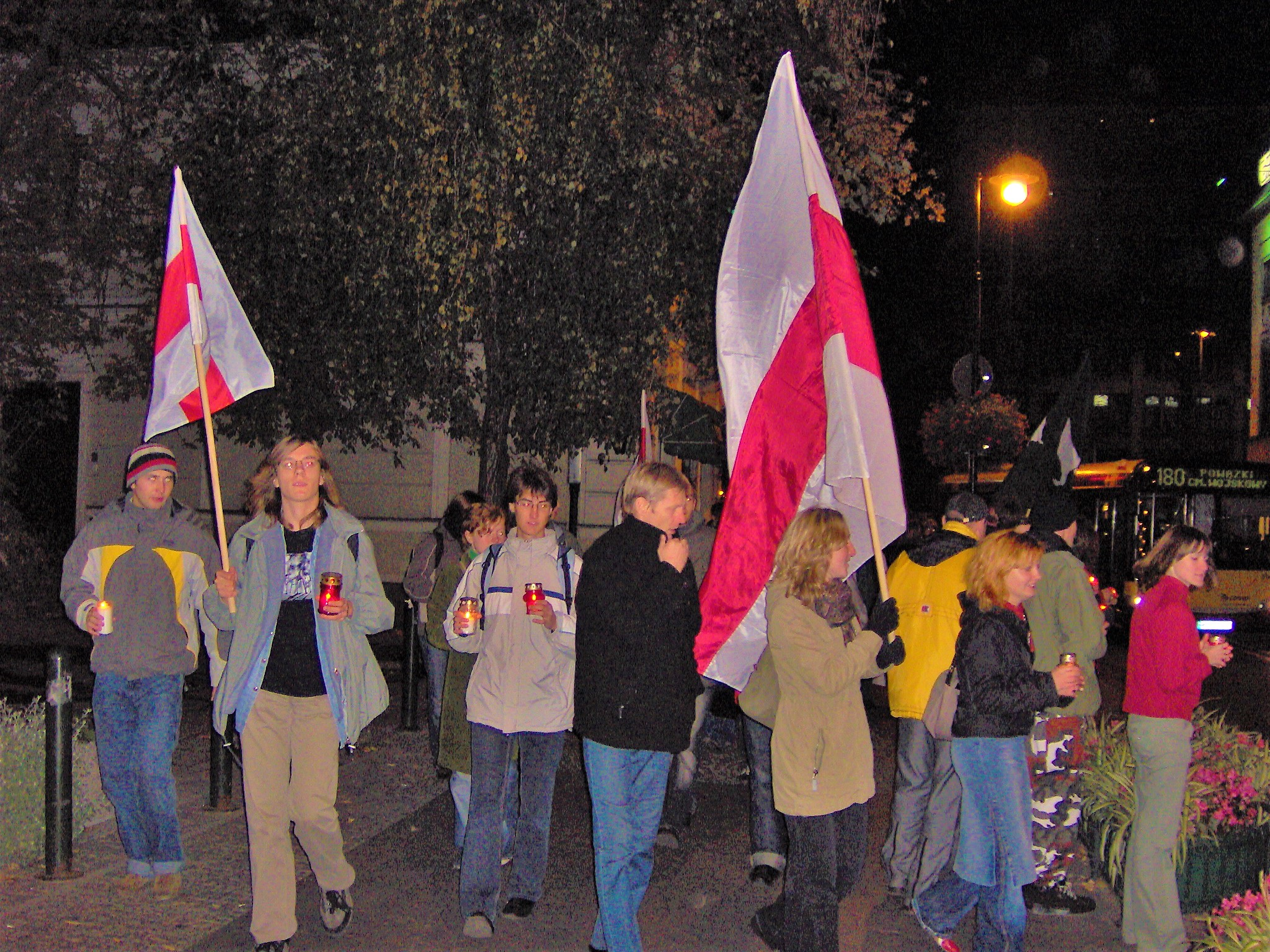
Warszawa, 16 października 2005

W Polsce większość akcji związanych z Dniem Solidarności z Białorusią organizowana była przez Związek na rzecz Demokracji w Białorusi. Pierwsza z nich odbyła się 16 października 2005 roku. Od grudnia 2005 do organizacji akcji dołączyła Inicjatywa Studencka „Wolna Ukraina” (Wolna Białoruś), a od lipca 2006 – białoruscy studenci, uczestnicy Programu Stypendialnego im. Konstantego Kalinowskiego. Dni Solidarności organizowały także: Stowarzyszenie „Młodzi Demokraci”, Platforma Obywatelska, Forum Młodych PiS i inne organizacje, a także spontanicznie formowane inicjatywy obywatelskie. Uczestniczyli w nich zarówno Polacy, jak i Białorusini.

### 16 października 2005

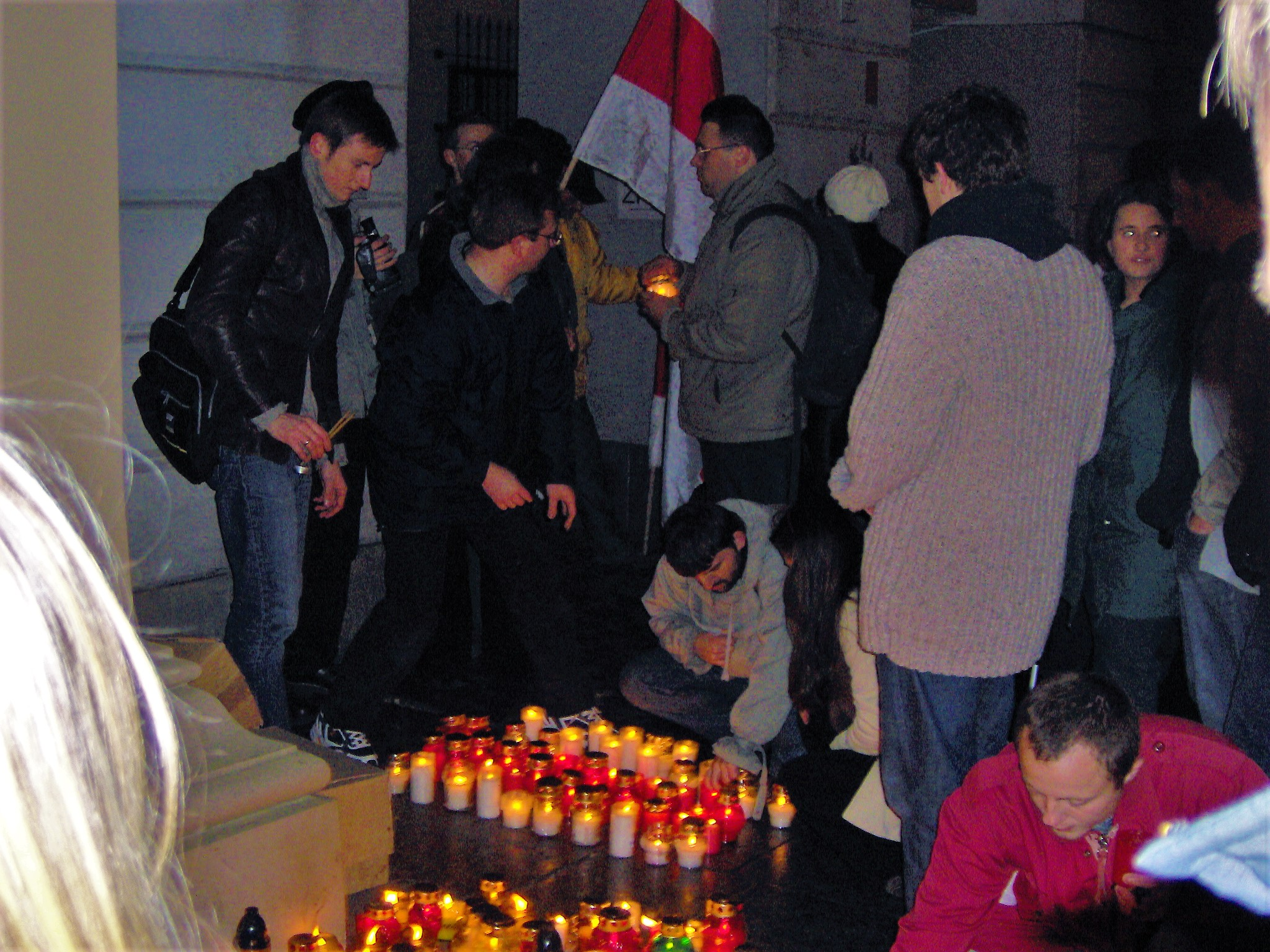
Warszawa, 16 października 2005

Setki Polaków i Białorusinów mieszkających w Polsce zapaliło „znicze solidarności” na ulicach polskich miast – w Białymstoku, Gdyni, Krakowie, Łodzi, Poznaniu, Warszawie i Wrocławiu. W stolicy akcja zgromadziła ok. 70 uczestników, którzy ze zniczami w rękach utworzyli żywy łańcuch na ulicy Nowy Świat.

### 16 listopada 2005
Akcja w Warszawie rozpoczęła się w okolicy Sejmu, pod pomnikiem Polskiego Państwa Podziemnego i Armii Krajowej, spod którego kolumna około stu osób z transparentem „Dzień solidarności z Białorusią” przeszła Al. Ujazdowskimi do pomnika Marszałka Piłsudskiego przy Belwederze.

### 16 grudnia 2005

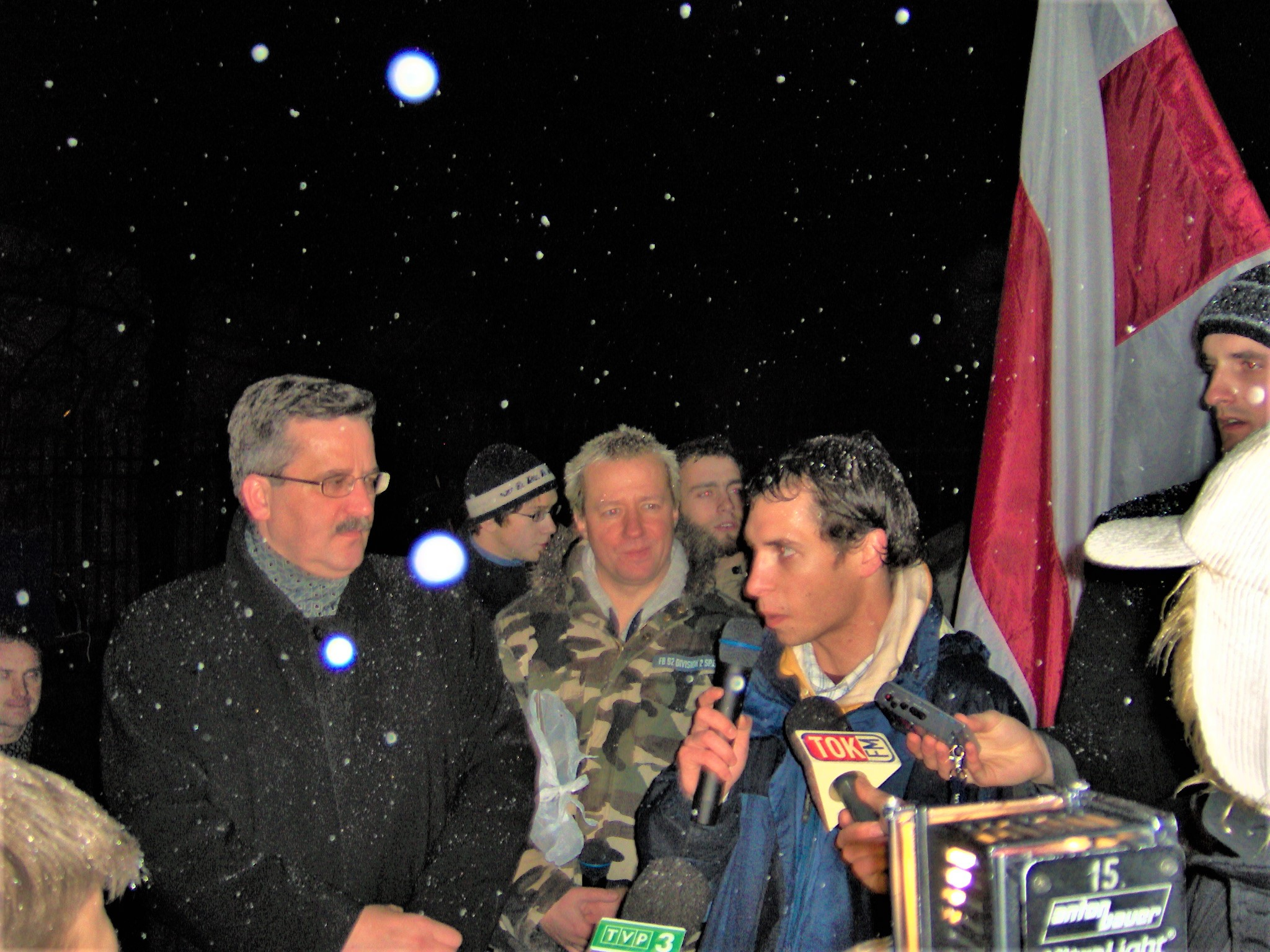
Bronisław Komorowski, Robert Leszczyński i Jacek Kastelaniec – jeden z organizatorów; Warszawa, 16 grudnia 2005

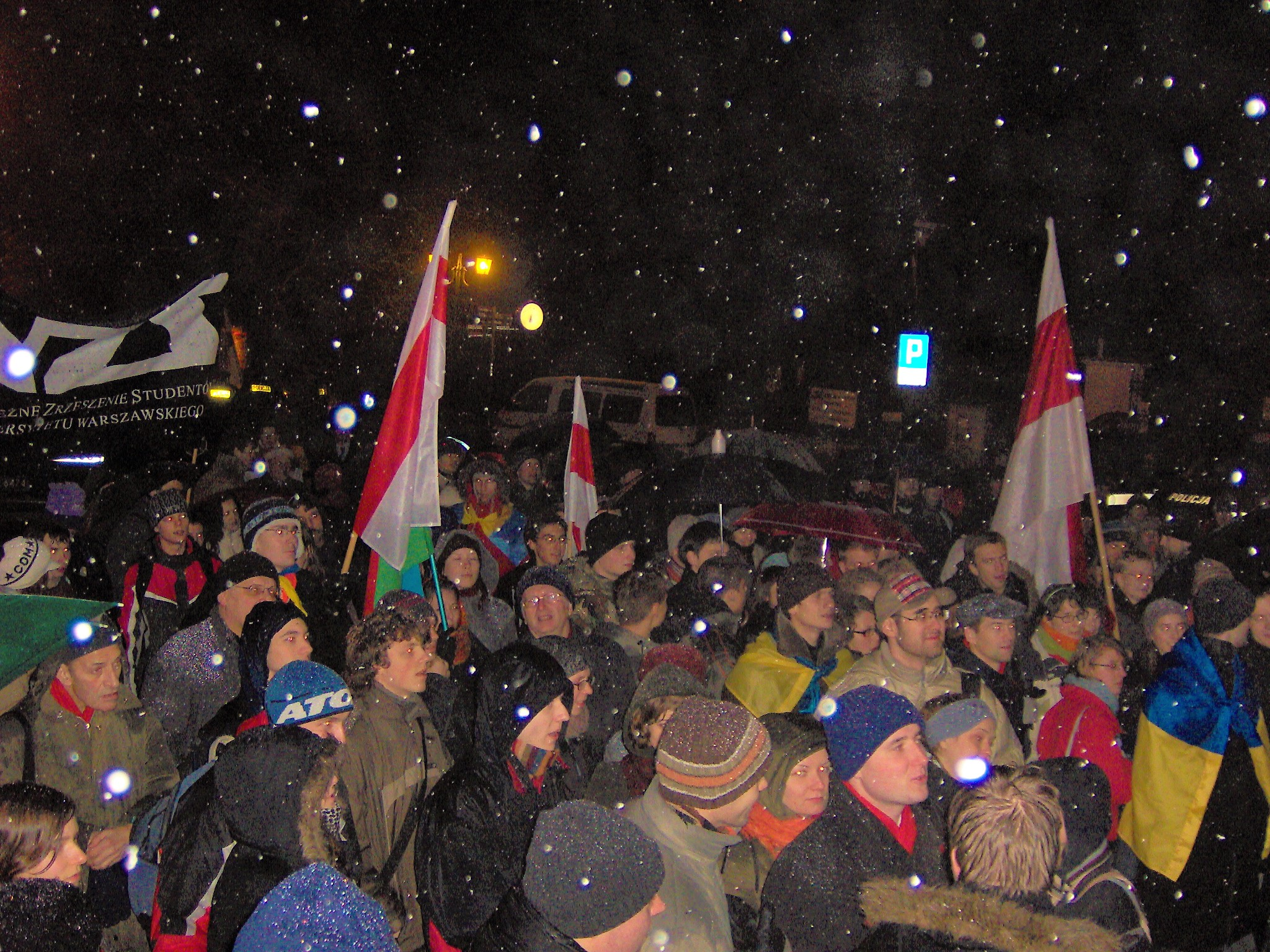
Warszawa, 16 grudnia 2005

Akcja w Warszawie rozpoczęła się o godzinie 18:00 w miejscu, gdzie zakończyła się akcja poprzednia, tzn. pod pomnikiem Piłsudskiego. Po raz pierwszy jej współorganizatorem była Inicjatywa Studencka „Wolna Ukraina” (Wolna Białoruś). Pierwszym jej etapem było wręczenie przedstawicielom Sejmu RP petycji wzywającej do większego zaangażowania władz Polski w obronę wolności słowa i wartości demokratycznych na Białorusi. Następnie miał miejsce „Przemarsz Solidarności z walczącą Białorusią”, zakończony przekazaniem petycji do ambasady Ukrainy w sprawie większego zaangażowanie się w sprawę białoruską. O godzinie 19:00, w tym samym czasie, co Białorusini, zapalono „znicze solidarności”. Po białoruskiej części akcji miała miejsce część ukraińska, poświęcona 2. rocznicy pomarańczowej rewolucji. W akcji brali udział m. in: Bronisław Komorowski, Robert Leszczyński, a także członkowie Niezależnego Zrzeszenia Studentów. Po zakończeniu akcji, w Klubie Medyk odbył się koncert z cyklu Białoruska Muzyczna Partyzantka, na którym wystąpił zespół rockowy z Mińska – Tarpacz.

### 16 stycznia 2006
Na placu Zwycięstwa w Słupsku odbyła się demonstracja „solidarności z walczącą Białorusią”, której organizatorem było miejscowe koło Stowarzyszenia „Młodzi Demokraci”.

### 16 lutego 2006
O godzinie 18:00 w Kaliszu pod Ratuszem miała miejsce akcja poparcia dla Białorusinów walczących o wolność wypowiedzi i prawo podejmowania decyzji o swoim losie w wyborach.

### 16 marca 2006
W Gdańsku pod konsulatem Białorusi odbyła się demonstracja przeciwko łamaniu praw obywatelskich w tym kraju. Jej organizatorami były: Stowarzyszenie „Młodzi Demokraci” i Platforma Obywatelska. Uczestniczyło w niej ok. 30 młodych ludzi, którzy przynieśli świece, plakaty przedstawiające Łukaszenkę stylizowanego na Hitlera oraz zdjęcia zaginionych. Wznoszono hasła „Wolna Białoruś!”, „Łukaszenka do kołchozu!” i „Europa z Białorusią”. Złożono w konsulacie petycję o przeprowadzenie wyborów na Białorusi w sposób demokratyczny. W akcji uczestniczyła m.in. gdańska radna PO Agnieszka Pomaska.
O godzinie 17:30 na Rynku w Toruniu miała miejsce pikieta, w której uczestniczyło prawie 100 osób. Jej organizatorami były: Forum Młodych PiS, Stowarzyszenie „Młodzi Demokraci”, Kolektyw Inicjatyw Białoruskich Viasna i Związek na rzecz Demokracji w Białorusi. Demonstranci wznosili hasło „Wolna Białoruś”, odśpiewali piosenkę „Mury” Jacka Kaczmarskiego i napisali listę ze słowami protestu, która trafić miała do ambasady Białorusi w Warszawie. W akcji uczestniczyli m.in. toruński poseł PO Tomasz Lenz i Michał Jakubaszek z Forum Młodych PiS.
W Częstochowie otwarta została wystawa na temat białoruskiej opozycji, odbyła się manifestacja i spotkanie z Mariuszem Maszkiewiczem, byłym ambasadorem Polski na Białorusi.
W Hajnówce na godzinę 18:00 zaplanowano spotkanie na znak solidarności z Wolną Białorusią. Uczestników wezwano do przyniesienia świeczek. Była to już druga taka akcja w tej miejscowości.

### 16 czerwca 2006
W godzinach 12-18 władze Lublina wywiesiły na Nowym Ratuszu, obok flagi Polski, biało-czerwono-białą, historyczną flagę Białorusi. Stało się to na prośbę mieszkających w Lublinie Białorusinów i osób protestujących przeciwko łamaniu praw człowieka na Białorusi. Akcja miała na celu wyrażenie solidarności wobec grupy młodych ludzi na Białorusi, którzy podjęli głodówkę w proteście przeciwko, ich zdaniem, bezprawnemu aresztowaniu opozycjonistów i fałszowaniu wyników wyborów prezydenckich. Lubelską akcję protestu, z ramienia lubelskiego koła Związku na rzecz Demokracji na Białorusi, koordynował Siarhiej, Białorusin studiujący na Uniwersytecie Marii Curie-Skłodowskiej. Tradycyjnie wszyscy popierający protest zapalili o godzinie 19. świece w oknach. Pierwsza akcja w ramach Dnia Solidarności z Białorusią odbyła się w Lublinie w grudniu 2005 roku.
O godzinie 19 pod ambasadą Federacji Rosyjskiej w Warszawie odbyła się pikieta, w której brało udział ok. 30 Białorusinów i Polaków. Jej uczestnicy protestowali przeciwko poparciu Rosji dla białoruskiego prezydenta Alaksandra Łukaszenki, wykonali krótki performance „Przeciąganie integracyjnej liny” wykpiwający białorusko-rosyjską integrację, uczcili chwilą milczenia pamięć zaginionych białoruskich polityków i działaczy opozycyjnych oraz śpiewali przy gitarze białoruskie piosenki. Akcję zorganizował Związek na rzecz Demokracji w Białorusi.

### 16 lipca 2006
W Warszawie odbył się Marsz Solidarności z Białorusią z placu Zamkowego do ambasady Federacji Rosyjskiej. Uczestniczyło w nim ponad 200 osób, w większości białoruscy studenci – stypendyści Programu im. Konstantego Kalinowskiego, którzy przyjechali na początku lipca do Polski. Celem marszu było wezwanie władz Rosji i innych krajów do poruszenia kwestii łamania praw człowieka na Białorusi podczas trwającego w tych dniach szczytu państw G8 w Sankt Petersburgu. W czasie akcji przypomniano, że Rosja jest jedynym krajem z tej grupy, która uznała za demokratyczne wyniki wyborów prezydenckich na Białorusi w marcu 2006.

### 16 września 2006
Stypendyści Programu im. Kalinowskiego i Związek na rzecz Demokracji w Białorusi zorganizowali w Warszawie demonstrację, w której uczestniczyło, zdaniem organizatorów, ponad 200 osób, wśród nich – polscy wykładowcy białoruskich studentów. Akcja rozpoczęła się w pobliżu stacji metra „Centrum” od rozdawania ulotek informacyjnych oraz biało-czerwono-białych i dżinsowych wstążek. Następnie demonstranci sformowali kolumnę, która przemaszerowała głównymi ulicami miasta do placu Zamkowego. Tam odbyła się prezentacja filmów o zaginionych opozycjonistach. Zaśpiewano także kilka białoruskich piosenek przy akompaniamencie gitary i bębna.

### 16 października 2006
- Z okazji rocznicy pierwszego Dnia Solidarności z Białorusią, o godzinie 20:00 w klubie „Remont” w Warszawie miała miejsce multimedialna prezentacja kampanii „16”, w czasie której zaprezentowane były fotografie i filmy z akcji odbywających się w ciągu minionego roku. Odbył się także koncert białoruskiego projektu hip-hopowego Czyrwonym pa Biełym.
- Białoruscy studenci z Białej Podlaskiej zapalili pod konsulatem Białorusi białe i czerwone znicze.
- O godzinie 17:30 w Gdańsku młodzi Białorusini i Polacy zorganizowali przemarsz spod Fontanny Neptuna przez Stare Miasto zakończony pod biurem Lecha Wałęsy, gdzie zapalili znicze.
- O godzinie 19:30 w Krakowie ok. 20 osób przemaszerowało spod Collegium Novum Uniwersytetu Jagiellońskiego pod pomnikiem Adama Mickiewicza, gdzie zapaliło znicze.
- O godzinie 18:30 we Wrocławiu białoruscy i polscy studenci zorganizowali przemarsz spod pomnika Fredry przez Stare Miasto z biało-czerwono-białymi flagami, po czym zapalili znicze.
- W Poznaniu kilku białoruskich studentów zapaliło znicze pod pomnikiem Adama Mickiewicza.
- O godzinie 19:30 W Lublinie kilkudziesięciu Białorusinów i Polaków zapaliło znicze pod pomnikiem Unii Lubelskiej. O godz. 20:00 w Instytucie Europy Środkowo-Wschodniej na ul. Niecałej 5 odbyła się projekcja filmu „Dzikie polowanie 2”, opowiadającego o tajemniczych zaginięciach osób niechętnych władzy Łukaszenki. Na pokaz przyszło ok. 100 osób[10].

### 16 listopada 2006
Akcje solidarności z rodzinami zaginionych białoruskich działaczy i więźniami politycznymi na Białorusi odbyły się w 9 polskich miastach: w Warszawie, Krakowie, Poznaniu, Wrocławiu, Gdańsku, Łodzi, Pułtusku, Lublinie i Białymstoku.
- Akcję w Warszawie pod hasłem „Mińsk, Warszawa – wspólna sprawa” zorganizował Związek na rzecz Demokracji w Białorusi. Uczestniczyło w niej ok. 100 Polaków i Białorusinów. Rozpoczęła się od rozdawania ulotek informujących o celu akcji i o losie Zmiciera Daszkiewicza, skazanego na półtora roku więzienia na udział w niezarejestrowanej organizacji. Następnie uczestnicy uformowali żywy łańcuch wzdłuż ul. Nowy Świat, gdzie przez pewien czas trzymali w rękach znicze, biało-czerwono-białe flagi i portrety Daszkiewicza. Na końcu udali się na plac Zamkowy, gdzie odbył się pokaz filmu Pawła Szeremieta „Dzikie Polowanie 2”.
- W Białymstoku zorganizowano akcja rozpoczęła się od performance'u, w czasie którego „Alaksandr Łukaszenka” został aresztowany przez własną ochronę, zaś „więzień polityczny Zmicier Daszkiewicz” uwolniony z więzienia po protestach społecznych. Po występie uczestnicy stali przez pewien czas przed konsulatem Białorusi ze zniczami i portretami osób, których uważali za więźniów politycznych – Pawła Siewiarynca, Artura Fińkiewicza, Mikoły Statkiewicza, Aliaksandra Kazulina, Cimafieja Dranczuka, Andreja Klimava i innych. Uczestnicy żądali ich natychmiastowego uwolnienia. Uczestnicy akcji zasłonili swoje oczy jeansowymi opaskami.
- W Krakowie w akcji brało udział prawie 50 osób. W centrum miasta rozwieszono transparent „Wolność więźniom politycznym” i zapalono znicze.
- W Lublinie poparcie dla Zmiciera Daszkiewicza demonstrowało ponad 30 osób. Uczestnicy trzymali w rękach jego portrety pod pomnikiem Unii Lubelskiej na placu Litewskim. Zapalili też znicze.
- We Wrocławiu głównymi ulicami miasta przemaszerowało około 20 osób trzymających biało-czerwono-białe flagi i śpiewających białoruskie piosenki.
- Dzień Solidarności został również przeprowadzony w Poznaniu, Łodzi, Gdańsku i innych miastach Polski[10].

### 16 grudnia 2006

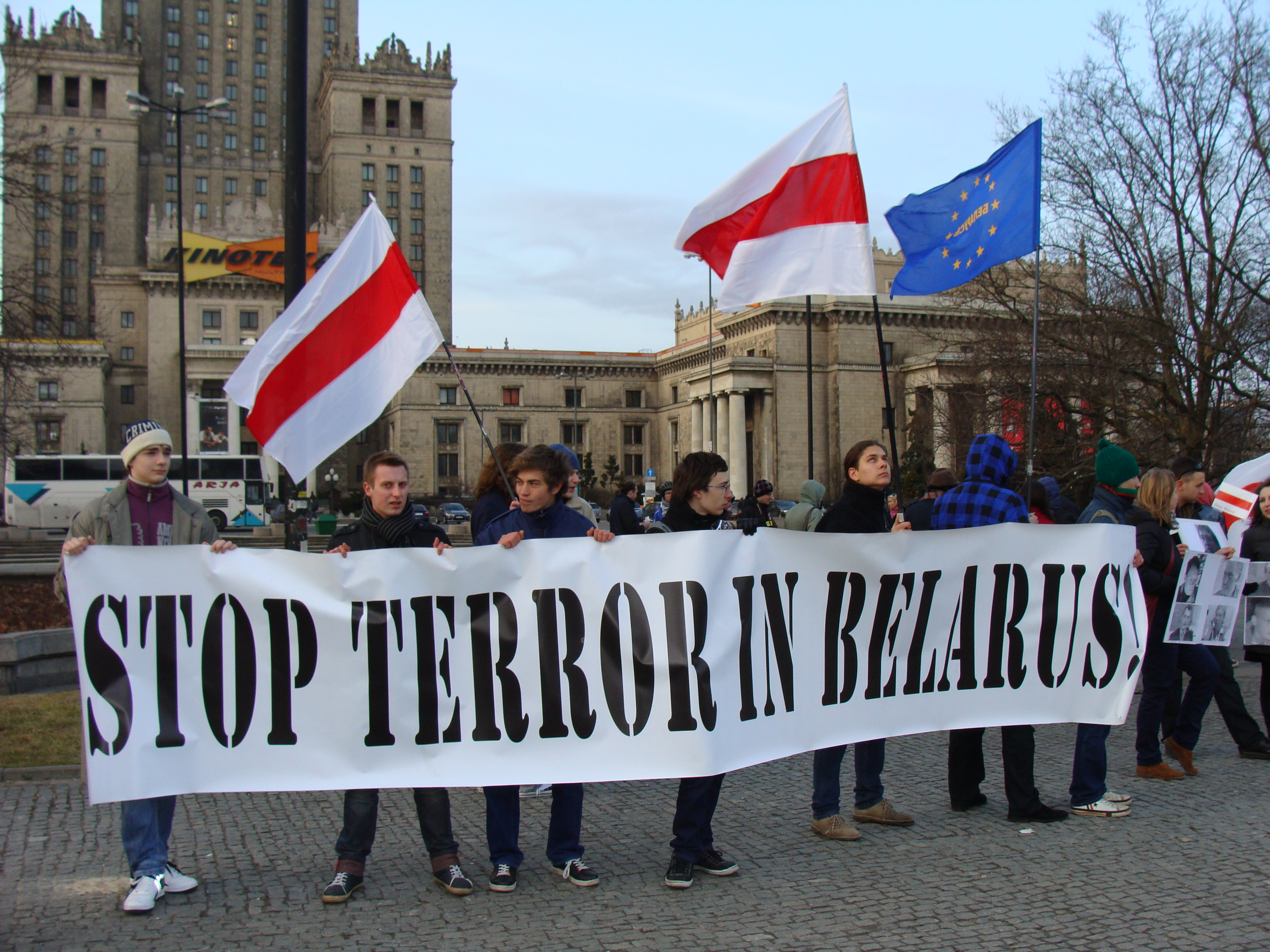
Warszawa, 16 marca 2011

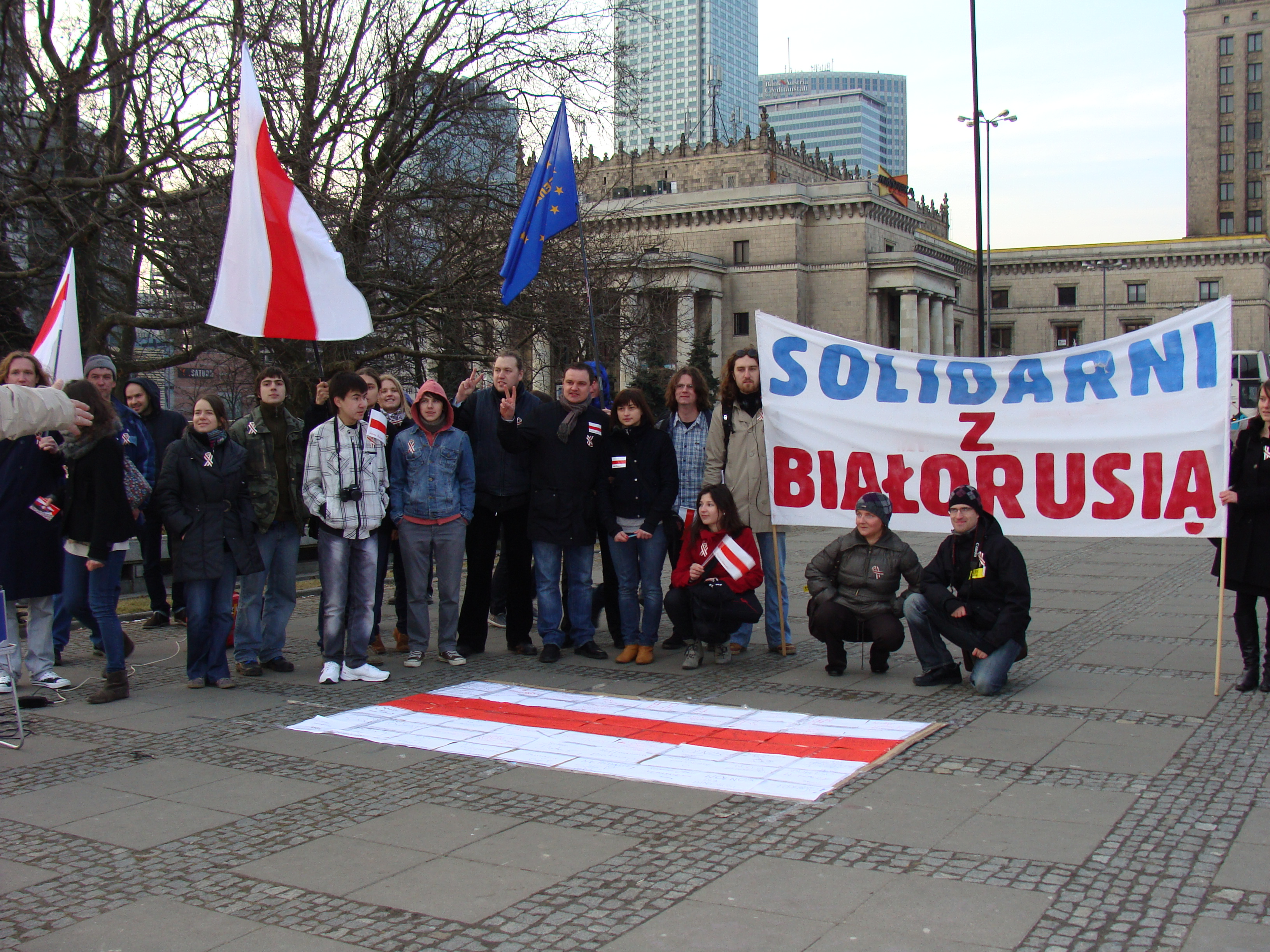
Warszawa, 16 marca 2011

Akcje Solidarności z Białorusią odbyły się w 9 miastach w Polsce.
- W Poznaniu, przy pomniku Adama Mickiewicza miał miejsce wiec, w którym uczestniczyło 50 działaczy Stowarzyszenia „Młodzi Demokraci”, Niezależnego Zrzeszenia Studentów i przedstawicieli białoruskiej opozycji. O godzinie 19:00 zapalono znicze pod portretami zaginionych opozycjonistów. Ponieważ grudzień jest miesiącem, w którym w 1948 uchwalono Powszechną Deklarację Praw Człowieka, została ona odczytana ze wskazaniem, w jaki sposób jej artykuły są łamane na Białorusi. Jeden egzemplarz Deklaracji w język białoruskim został wysłany do prezydenta Łukaszenki. W manifestacji uczestniczył eurodeputowany Filip Kaczmarek, który podzielił się swoimi wrażeniami z wręczenia w Parlamencie Europejskim Alaksandrowi Milinkiewiczowi Nagrody Sacharowa[11].
- W centrum Białegostoku pojawiły się plakaty z informacją, że niektórzy białoruscy funkcjonariusze państwowi: sekretarz Rady Bezpieczeństwa Wiktar Szejman, minister spraw wewnętrznych Uładzimir Nawumau, dowódca specnazu wojsk wewnętrznych Dzmitryj Pauliczenka i były minister spraw wewnętrznych Jury Siwakou są podejrzewani przez wspólnotę międzynarodową o porwania i zamordowanie liderów opozycji i dziennikarza.
- W centrum Łodzi miała miejsce pikieta, w czasie której uczestnicy trzymali w portrety więźniów politycznych i zaginionych polityków, biało-czerwono-białą flagę i transparent „Solidarność z Białorusią”.
- W Krakowie miała miejsce manifestacja, w czasie której Białorusini i Polacy przeszli przez centrum miasta z biało-czerwono-białymi flagami i transparentem „Wolność dla więźniów politycznych Białorusi!”. Manifestacja zakończyła się pod Pomnikiem Grunwaldzkim, gdzie zapalono znicze. Kilka dni wcześniej w mieście pojawiły się plakaty informujące o akcji, a w największej lokalnej gazecie opublikowano wywiad z białoruskimi studentami, w którym szczegółowo opisano sytuację na Białorusi.
- W Sopocie zorganizowany został pokaz filmu „Lekcja białoruskiego” Mirosława Dembińskiego, opowiadającego m.in. o protestach po wyborach prezydenckich na Białorusi w marcu 2006.
- W Lublinie odbyła się wystawa prac fotografki z Nowogródka – Tacciany Cariuk, a także spotkanie z autorką. Wystawa i wizyta artystki spotkała się z zainteresowaniem lokalnych mediów.
- O godzinie 10:00 na placu Zamkowym w Warszawie, w sąsiedztwie wystawy poświęconej 25-leciu stanu wojennego w Polsce, otwarty został białoruski namiot, w którym przez cały dzień zobaczyć można było wystawę fotograficzną poświęconą białoruskiemu ruchowi demokratycznemu od 1996 do 2006. Wystawie towarzyszyła muzyka białoruskojęzycznych, kojarzonych z opozycją zespołów. Po zmroku na ścianie dzwonnicy kościoła św. Anny wyświetlono serię klipów związanych z Białorusią, a także film Mirosława Dembińskiego „Lekcja białoruskiego”. Po pokazie odbył się krótki koncert białoruskojęzycznej grupy hip-hopowej Czyrwonym pa Biełym. Na zakończenie zapalono znicze przy portretach zaginionych działaczy demokratycznych. W białoruskiej akcji na placu Zamkowym uczestniczył także lider Pomarańczowej Alternatywy, „Major” Waldemar Fydrych, który w swoim performansie zbierał życzenia noworoczne dla Białorusinów, w tym dla prezydenta Alaksandra Łukaszenki (rychłego odejścia na emeryturę). Życzenia zostały przymocowane do baloników i wypuszczone w powietrze, po czym „poleciały w kierunku Białorusi”. Akcję w Warszawie zorganizował Związek na rzecz Demokracji w Białorusi.

Różnego rodzaju akcje odbyły się także w Pułtusku i Wrocławiu.

### 16 stycznia 2007
W klubie „Remont” w Warszawie o godzinie 19 odbyła się prezentacja nowego filmu Juryja Chaszczawackiego „Plac Kalinowskiego”. Obecny był m.in. Mirosław Dembiński, reżyser filmu „Lekcja białoruskiego” o podobnej tematyce. Po prezentacji odbyła się dyskusja.

### 16 marca 2007
Po polskiej stronie przejścia granicznego Kuźnica-Bruzgi działacze Związku na rzecz Demokracji na Białorusi i stypendyści Programu im. Kalinowskiego zorganizowali akcję informacyjną dla Białorusinów oczekujących na przekroczenie granicy. Ustawiony został namiot z prezentacją fotografii na temat białoruskiego ruchu demokratycznego w latach 1996-2006, biało-czerwono-białymi flagami i białoruską muzyką. Rozdano około tysiąca ulotek – zaproszeń na akcje białoruskiej opozycji 25 marca w Mińsku, a także wiele kopii filmów dokumentalnych – Mirosława Dembinskiego „Lekcja białoruskiego” i Jurego Chaszczawackiego „Plac”. Po zmroku miał miejsce pokaz filmów.
W Warszawie zorganizowany został flash mob „polowanie na opozycję”, w czasie którego osoba przebrana za funkcjonariusza białoruskiego KGB usiłowała schwytać osoby z biało-czerwono-białymi flagami.

### 16 kwietnia 2008
W klubie Obiekt Znaleziony w Warszawie odbył się koncert warszawskich freestyle'owców utrzymany w białoruskiej tematyce. Polscy muzycy hip-hopowi improwizowali na temat niezgody z polityką białoruskich władz, o wolności słowa, o białoruskiej opozycji, wspominali także o łamaniu praw człowieka w Tybecie. Impreza rejestrowana była przez Biełsat TV.

### 16 stycznia 2011
W Krakowie lokalna białoruska społeczność zorganizowała o godzinie 20. marsz spod pomnika Tadeusza Kościuszki na Wawelu na Rynek Starego Miasta.

## Dzień Solidarności z Białorusią na Ukrainie
16 marca 2007 o godzinie 19:00 w Kijowie, w ramach odbywającego się w tych dniach festiwalu „Białoruska wiosna 2007”, zorganizowano pikietę ambasady Białorusi na ul. Kociubinśkiego 3. Jej organizatorem były ukraińskie organizacje społeczne. Akcja miała na celu wyrażenie solidarności z tymi, którzy walczyli i walczą o wolność na Białorusi. Brało w niej udział ok. 20 osób. Uczestnicy zapalili znicze i ustawili je na chodniku w kształcie liczby 16. W rękach trzymali biało-czerwono-białą flagę, a także portrety zaginionych i, ich zdaniem, więźniów politycznych na Białorusi. Demonstracji towarzyszyła białoruska muzyka.
16 kwietnia 2008 w Tarnopolskim Centrum Młodzieżowych Inicjatyw im. O. Dobżenki Koalicja GO Tarnopolszczyzny „Swoje” zorganizowała pokaz filmu dokumentalnego „Biełaruski rezystans” Antona Ciależnikaua, opowiadający o białoruskiej powojennej partyzantce antysowieckiej. Pokaz odbył się w ramach trwającego festiwalu „Białoruska wiosna 2008”.

## Dzień Solidarności z Białorusią w innych krajach
Akcje solidarności z Białorusią miały miejsce również m.in. w USA, Kanadzie, Szwecji, Holandii, Wielkiej Brytanii, Niemczech, Belgii, na Słowacji, Węgrzech, Litwie.